# Grundbach (Jagst)
Der Grundbach ist ein Bach im nordöstlichen Baden-Württemberg von knapp 5 km Länge, der bei der Lobenhauser Mühle von links in die Jagst mündet.

## Geographie

### Quelle und Verlauf
Der Grundbach entsteht etwa 0,8 km nordnordöstlich von Saurach im Gewann Sauerlachen oder Holzteile auf der Gemarkung des Crailsheimer Stadtteils Triensbach, indem zwei Wiesengräben aus Nord und Süd auf etwa 438 m ü. NN zusammenfließen. Dort herum liegen zwischen den Wäldchen von Schlund im Norden, Eichwasen (schon auf Kirchberger Gemarkung) im Südwesten und dem westlichen Ausläufer Rainholz des ausgedehnteren Waldgebietes am Reußenberg im Südosten eine Doline und zwei Feuchtgebiete im Gipskeuper, von deren größerem der südliche der zusammenfließenden Gräben ausgeht. Der entstehende Bach wendet sich bald nach Norden und fließt dann westlich und danach nördlich an Triensbach vorbei. Ehe er sich nach Nordosten kehrt und die A 6 unterquert, nimmt er am Ortsrand noch den Hinteren Bach vom Norden des Reußenbergs auf. In inzwischen schon merklicher Mulde passiert er Schloss und Weiler Erkensbrechtshausen in deren Nordwesten, nimmt dabei von rechts den Rotbach auf. Unterhalb der Rotbachmündung liegt eine Versinkungsstelle; das Wasser tritt nach 8 Stunden in einer 800 Meter entfernten Quelle zutage, die an der Jagst rund 200 Meter unterhalb des Mäanders am Baierlestein liegt.
Der Grundbach tritt dann in seine steile und bald bewaldete Muschelkalkklinge ein. In ihr nimmt er, nachdem er sich nach Norden gewendet hat, von links den Weilersbach auf und wechselt dabei vom Gebiet Crailsheims auf das Kirchbergs. Keine 200 m weiter erreicht er die alte Lobenhausener Jagstschlinge und mündet dann bald nach insgesamt 4,8 km etwa 250 m östlich der Lobenhauser Mühle und unterhalb der Ruine von Burg Lobenhausen auf 355,3 m ü. NN von links in die Jagst.

### Einzugsgebiet
Der Grundbach hat ein Einzugsgebiet von 6,9 km² Größe. Im Norden und Nordosten grenzt es an das der Jagst selbst, im Südosten an das des Schmiedebachs, im Süden im Reußenberg kurz an das des zur Maulach fließenden Schwarzlachenbachs und dann an das der Maulach selbst. Im Südwesten konkurriert die Schmerach mit ihren Zuflüssen und im Nordwesten schließlich der Herboldshauser Bach.

### Zuflüsse
Hierarchische Liste der Zuflüsse, heweils von der Quelle zur Mündung.
Ursprung des Grundbachs in den Sauerlachen nördlich von Saurach auf etwa 438 m ü. NN.
- Fürbach, von links bei den Kichetsäckern westlich von Triensbach, 0,9 km. Entsteht nordöstlich des Schlund.
- Hinterer Bach, von rechts am nördlichen Rand von Triensbach, 1,2 km.
  - (Zufluss längs der K 2641), von rechts in Triensbach, ca. 0,7 km. Entsteht in den Rüdderner Äckern.
- (Ausfluss eines kleinen Teichs im Brühl), von rechts zwischen Triensbach und der A 6, ca. 0,2 km.
- Rotbach, von rechts bei Triensbach-Erkenbrechtshausen, 1,2 km. Entsteht in Gewann Rotsee, durchfließt zwei Seen von jeweils 0,2 ha vor der Autobahn und am Schloss des Dorfes.
- Leimetbach[5], von rechts gegenüber dem alten Steinbruch in der Grundbachklinge, 1,3 km.
- Weilersbach, von links nach dem Steinbruch, 1,8 km. Entsteht südwestlich von Weilershof.
  - (Zufluss), von links östlich von Weilershof, ca. 1,0 km. Entsteht westlich von Weilershof.

Mündung des Grundbachs nach 4,8 km Lauf östlich der Lobenhauser Mühle auf 335,6 m ü. NN von links in die Jagst.

### Landschaftsbild und Landnutzung
Von seiner Entstehung bis zu seiner beginnenden Klinge ab Erkenbrechtshausen verläuft der Grundbach in offener Landschaft, in der die ackerbauliche Nutzung dominiert, von der unmittelbaren Talmulde abgesehen, in der das Grünland vorherrscht. In seiner Schlucht ist er von Hangwald begleitet, bei Lobenhausen tritt er nochmals auf ein kurzes Stück in die freie Flur und läuft dann durch deren Hangwald der Jagst zu.

### Ortschaften
Bis auf die letzten 1,1 km seines Laufes, auf dem er durch das Gebiet der Stadt Kirchberg fließt, verläuft der Grundbach zur Gänze auf dem von Crailsheim. Vom Einzugsgebiet gehören zu Kirchberg nur etwa 0,5 km², der Rest zu Crailsheim. Im Gebiet Kirchbergs entwässert allein der Lobenhausener Schlossberg mit Rudimenten der Burg Lobenhausen zum Grundbach. Alle übrigen Siedlungsplätze im Einzugsbereich – Triensbach, Erkenbrechtshausen und der Weilershof – gehören zu Crailsheim.

## Sehenswürdigkeiten und Bauwerke
- Reußenberg, Gipskeuper-Subrosionslandschaft im Süden des Einzugsgebietes.
- Wasserschloss Erkenbrechtshausen beim gleichnamigen Crailsheimer Weiler
- Burg Lobenhausen beim gleichnamigen Kirchberger Weiler